# Deutschland sucht den SuperStar
 (août 2022).
Si vous disposez d'ouvrages ou d'articles de référence ou si vous connaissez des sites web de qualité traitant du thème abordé ici, merci de compléter l'article en donnant les références utiles à sa vérifiabilité et en les liant à la section « Notes et références ».
Deutschland sucht den SuperStar (titre original : Deutschland sucht den Superstar; souvent abrégé DSDS) est le concept, devenu franchise internationale après avoir été diffusé en Angleterre (Pop idol) et aux États-Unis (American idol), de la Nouvelle Star en Allemagne. Il est diffusé sur RTL Television.

## Vainqueurs

### 1resaison
1. Alexander Klaws
2. Juliette Schoppmann
3. Daniel Küblböck
4. Vanessa Struhler
5. Gracia Baur
6. Nicole Süßmilch
7. Daniel Lopes
8. Nektarios Bamiatzis
9. Judith Lefeber
10. Andrea Josten
11. Stéphanie Brauckmeyer

### 2esaison
1. Elli Erl
2. Denise Tillmanns
3. Philippe Bühler
4. Benjamin Martell
5. Gunther Göbbel
6. Anke Wagner
7. Aida Ilijasevic
8. Judith Burmeister
9. Kemi Awosogba
10. Lorenzo Woodard
11. Steffen Frommberger
12. Ricky Ord et Jessica Houston

### 3esaison
1. Tobias Regner
2. Mike Leon Grosch
3. Vanessa Jean Dedmon
4. Nevio
5. Didi Knoblauch
6. Anna-Maria Zimmermann
7. Daniel Munoz
8. Lena Hanenberg
9. Dascha Semcov
10. Carolina Escolano
11. Stephan Darnstaedt

### 4esaison
1. Mark Medlock
2. Martin Stosch
3. Lisa Bund
4. Max Buskohl
5. Lauren Talbot
6. Thomas Enns
7. Francisca Urio
8. Julia Falke
9. Jonathan Enns
10. Laura Martin

### 5esaison
1. Thomas Godoj
2. Fady Maalouf
3. Linda Teodosiu
4. Monika Ivkic
5. Rania Zeriri
6. Benjamin Herd
7. Collins Owusu
8. Stella Salato
9. Sahra Drone
10. Jermaine Alford

### 6esaison
1. Daniel Schuhmacher
2. Sarah Kreuz
3. Annemarie Eilfeld
4. Dominik Büchele
5. Benny Kieckhäben
6. Vanessa Neigert
7. Holger Göpfert
8. Part Six|Marc Jentzen
9. Cornelia Patzlsperger
10. Michelle Bowers
11. Vanessa Civiello

### 7esaison
1. Merzad Marashi
2. Menowin Fröhlich
3. Manuel Hoffmann
4. Kim Debkowski
5. Thomas Karaoglan
6. Helmut Orosz
7. Ines Redjeb
8. Nelson Sangaré
9. Marcel Pluschke
10. Steffi Landerer

### 8esaison
1. Pietro Lombardi
2. Sarah Engels
3. Ardian Bujupi
4. Marco Angelini
5. Sebastian Wurth
6. Zazou Mall
7. Norman Langen
8. Anna-Carina Woitschack
9. Nina Richel
10. Marvin Cybulski

### 9esaison
1. Luca Hänni
2. Daniele Negroni
3. Jesse Ritch
4. Fabienne Rothe
5. Joey Heindle (vainqueur en 2013 de Ich bin ein Star – Holt mich hier raus! 7, candidat en 2019 de Promi Big Brother 7)
6. Kristof Hering
7. Hamed Anousheh
8. Vanessa Krasniqi
9. Silvia Amaru
10. Thomas Pegram

### 10esaison
1. Beatrice Egli
2. Lisa Wohlgemuth
3. Ricardo Bielecki
4. Susan Albers
5. Erwin Kintop
6. Tim David Weller
7. Simone Mangiapane
8. Timo Tiggeler
9. Maurice Glover
10. Nora Ferjani

### 11esaison
- 1.  Aneta Sablik
- 2. Meltem Acikgöz
- 3.Daniel Ceylan
- 4. Yasemin Kocak
- 5.  Richard Schlögl
- 6. Christopher Schnell

1. Elif Batman
8. Enrico von Krawczynski
2. Alessandro Di Lella
10. Vanessa Valera Rojas
3. Sophia Akkara
12. Larissa Melody Haase

### 12esaison
- 1. Severino Seeger
- 2. Viviana Grisafi
- 3. Antonio Gerardi
- 4. Jeannine Rossi
- 5. Erica Greenfield
- 6. Seraphina Ueberholz
- 7. Laura Lopez
- 8. Robin Eichinger
- 9. Marcel Kärcher
- 10. Leon Heidrich

### 13esaison
- 1. Prince Damien Ritzinger
- 2. Laura van den Elzen
- 3. Thomas Katrozan
- 4. Anita Wiegand
- 5. Igor Barbosa
- 6. Mark Hoffmann
- 7. Sandra Berger
- 8. Tobias Soltau
- 9. Ramona Mihailovic
- 10. Aytug Gün
- 11. Angelika Ewa Turo

### 14esaison
- 1. Alphonso Williams
- 2. Alexander Jahnke
- 3. Maria Voskania
- 4. Duygu Goenel
- 5. Noah Schärer
- 6. Chanelle Wyrsch
- 7. Sandro Brehorst
- 8. Monique Simon
- 9. Ivanildo Kembel
- 10. Ruben Mateo

### 15esaison
- 1. Marie Wegener
- 2. Michel Truog
- 3. Michael Rauscher
- 4. Janina El Arguioui
- 5. Lukas Otte
- 6. Mia Gucek
- 7. Giulio Arancio
- 8. Mario Turtak
- 9. Isa Martino
- 10. Emilija Mihailova

### 16esaison
- 1. Davin Herbrüggen
- 2. Nick Ferretti
- 3. Joana Kesenci
- 4. Alicia-Awa Beissert
- 5. Taylor Luc Jacobs
- 6. Clarissa Schöppe
- 7. Mohamed Chahine
- 8. Jonas Weisser
- 9. Lukas Kepser
- 10. Angelina Mazzamurro

### 17esaison
- 1. Ramon Kaselowsky
- 2. Chiara D'Amico
- 3. Joshua Tappe
- 4. Paulina Wagner
- 5. Lydia Kelovitz
- 6. Marcio Pereira Conrado
- 7. Ricardo Rodrigues

### 18esaison
- 1. Jan-Marten Block
- 2. Karl Jeroboan
- 3. Kevin Jenewein
- 4. Starian Dwayne McCoy
- 5. Pia-Sophie Remmel
- 6. Michelle Patz
- 7. Jan Böckmann
- 8. Daniele Puccia
- 9. Daniel Ludwig

## Jury
| Saison | Juges               | Juges            | Juges              | Juges            | Juges               | Année   |
| ------ | ------------------- | ---------------- | ------------------ | ---------------- | ------------------- | ------- |
| 1      | Dieter Bohlen       | Shona Fraser     | Thomas Bug         | Thomas M. Stein  |                     | 2002/03 |
| 2      | Dieter Bohlen       | Shona Fraser     | Thomas Bug         | Thomas M. Stein  | 2003/04             |         |
| 3      | Dieter Bohlen       | Sylvia Kollek    | Heinz Henn         |                  | 2005/06             |         |
| 4      | Dieter Bohlen       | Anja Lukaseder   | Heinz Henn         | 2007             |                     |         |
| 5      | Dieter Bohlen       | Anja Lukaseder   | Andreas Läsker     | 2008             |                     |         |
| 6      | Dieter Bohlen       | Nina Eichinger   | Volker Neumüller   | Max von Thun     | 2009                |         |
| 7      | Dieter Bohlen       | Nina Eichinger   | Volker Neumüller   | Sylvie Meis      | 2010                |         |
| 8      | Dieter Bohlen       | Fernanda Brandão | Patrick Nuo        |                  | 2011                |         |
| 9      | Dieter Bohlen       | Natalie Horler   | Bruce Darnell      | 2012             |                     |         |
| 10     | Dieter Bohlen       | Bill Kaulitz     | Tom Kaulitz        | Mateo Jaschik    | Andrea Berg         | 2013    |
| 11     | Dieter Bohlen       | Mieze Katz       | Marianne Rosenberg | Kay One          |                     | 2014    |
| 12     | Dieter Bohlen       | Mandy Capristo   | DJ Antoine         | Heino            | 2015                |         |
| 13     | Dieter Bohlen       | Michelle         | H.P. Baxxter       | Vanessa Mai      | 2016                |         |
| 14     | Dieter Bohlen       | Michelle         | H.P. Baxxter       | Shirin David     | 2017                |         |
| 15     | Dieter Bohlen       | Ella Endlich     | Mousse T.          | Carolin Niemczyk | 2018                |         |
| 16     | Dieter Bohlen       | Pietro Lombardi  | Oana Nechiti       | Xavier Naidoo    | 2019                |         |
| 17     | Dieter Bohlen       | Pietro Lombardi  | Oana Nechiti       | Xavier Naidoo    | Florian Silbereisen | 2020    |
| 18     | Dieter Bohlen       | Mike Singer      | Michael Wendler    | Maite Kelly      | Thomas Gottschalk   | 2021    |
| 19     | Florian Silbereisen | Ilse DeLange     | Toby Gad           |                  |                     | 2022    |

## Titres de la chanson des vainqueurs
- 1re saison (Alexander Klaws): Take Me Tonight
- 2e saison (Elli Erl): This Is My Life
- 3e saison (Tobias Regner): I Still Burn
- 4e saison (Mark Medlock): Now or Never
- 5e saison (Thomas Godoj): Love Is You
- 6e saison (Daniel Schuhmacher): Anything But Love
- 7e saison (Mehrzad Marashi): Don't Believe
- 8e saison (Pietro Lombardi): Call My Name
- 9e saison (Luca Hänni): Don't Think About Me
- 10e saison (Beatrice Egli): Mein Herz
- 11e saison (Aneta Sablik): The One
- 12e saison (Severino Seeger): Hero of my heart
- 13e saison (Prince Damien Ritzinger): Let it go
- 14e saison (Alphonso Williams): What Becomes of the Broken Hearted
- 15e saison (Marie Wegener): Königlich
- 16e saison (Davin Herbrüggen): The River
- 17e saison (Ramon Kaselowsky): Eine Nacht
- 18e saison (Jan-Marten Block): Never Not Try